# 9543 Nitra
9543 Nitra eller 1983 XN1 är en asteroid i huvudbältet som upptäcktes den 4 december 1983 av den slovakiske astronomen Milan Antal vid Piszkéstető-observatoriet. Den är uppkallad efter byn Nitra.
Asteroiden har en diameter på ungefär 10 kilometer och den tillhör asteroidgruppen Eos.